# National Archives and Records Administration
National Archives and Records Administration (zkráceně National Archives či NARA, česky někdy uváděn jako Správa národních archivů a záznamů, Úřad národních archivů a záznamů, Národní správa archivů a evidence nebo Národní archiv Spojených států amerických) je nezávislý úřad Spojených států amerických, do jehož pravomoci spadá uchovávání a dokumentace vládních a historických záznamů a jejich zpřístupňování veřejnosti. Úřad je oficiálně zodpovědný za údržbu a zveřejňování autentických kopií usnesení Kongresu, prezidentských prohlášení, vládních nařízení a federálních předpisů. Vedoucí správce úřadu, archivář Spojených států, má mj. povinnost starat se o oficiální dokumentaci spojenou se schvalováním dodatků k Ústavě Spojených států, a také pravomoc prohlásit, kdy byla dosažena Ústavou stanovená hranice souhlasu tří čtvrtin států, potřebná k jejich ratifikaci.

## Fotografie
V archivu je uchováno tisíce negativů od různých fotografů. Pracovali většinou pro americkou vládu a její ministerstva a úřady, jako například Fotografický útvar letectva vojenských námořních sil nebo v dokumentárních projektech DOCUMERICA a podobně. Jsou to například fotografky a fotografové:
- Francis Stewart
- Esther Bubley
- John Karl Hillers
- Irving Rusinow
- Danny Lyon
- Ed Westcott
- Charles Fenno Jacobs
- Wayne Miller
- Charles Kerlee
- George W. Ackerman
- Charles O'Rear
- Anne LaBastille
- Rondal Partridge

Snímky spadají do kategorie public domain a jsou k dispozici na úložišti obrázků Wikimedia Commons.